# توئوبا

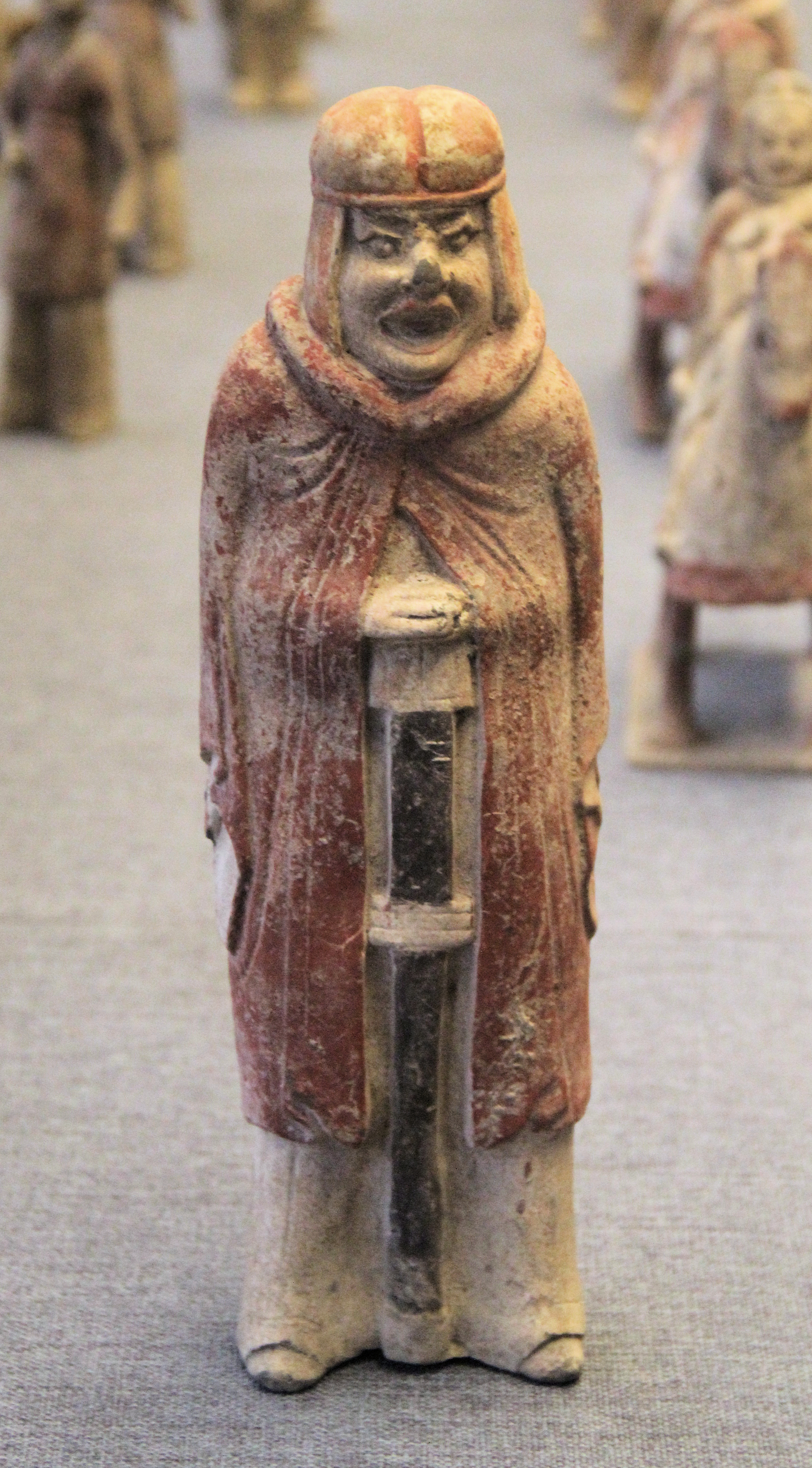
یک افسر وی شمالی. مجسمه مقبره، موزه لوئویانگ.

توئوبا (ترکی باستان: 𐱃𐰉𐰍𐰲‎)، یک طایفه با نفوذ ژیان‌بی در چین در اوایل امپراتوری تاریخ چین بود. در طول شانزده پادشاهی پس از اواخر سلسله هان و سه پادشاهی، توئوبا ایالت دای را در شمال چین (چین شمالی و جنوبی) تأسیس و بر آن حکومت کرد. این سلسله از سال ۳۱۰ تا ۳۷۶ حکومت کرد و سپس در سال ۳۸۶ احیا شد. در همان سال، سلسله به وی تغییر نام داد که بعدها در تاریخ‌نگاری چینی به عنوان وی شمالی متمایز شد.